# Іка Панайотович
Іка Панайотович (25 квітня 1932 — 18 липня 2001) — колишній югославський тенісист і кінопродюсер.
Найвищим досягненням на турнірах Великого шолома був чвертьфінал в парному розряді.

## Фільмографія
| Рік  | Назва                                    | Роль     |
| ---- | ---------------------------------------- | -------- |
| 1967 | Bomba u 10 i 10 (Bomb at 10:10)          | Продюсер |
| 1968 | Operation Cross Eagles                   | Продюсер |
| 1974 | Partizani (Hell River)                   | Продюсер |
| 1978 | Missile X – Geheimauftrag Neutronenbombe | Продюсер |
| 1979 | Day of the Assassin                      | Продюсер |
| 1986 | Dikiy veter (Wild Wind)                  | Продюсер |